# Reisebus

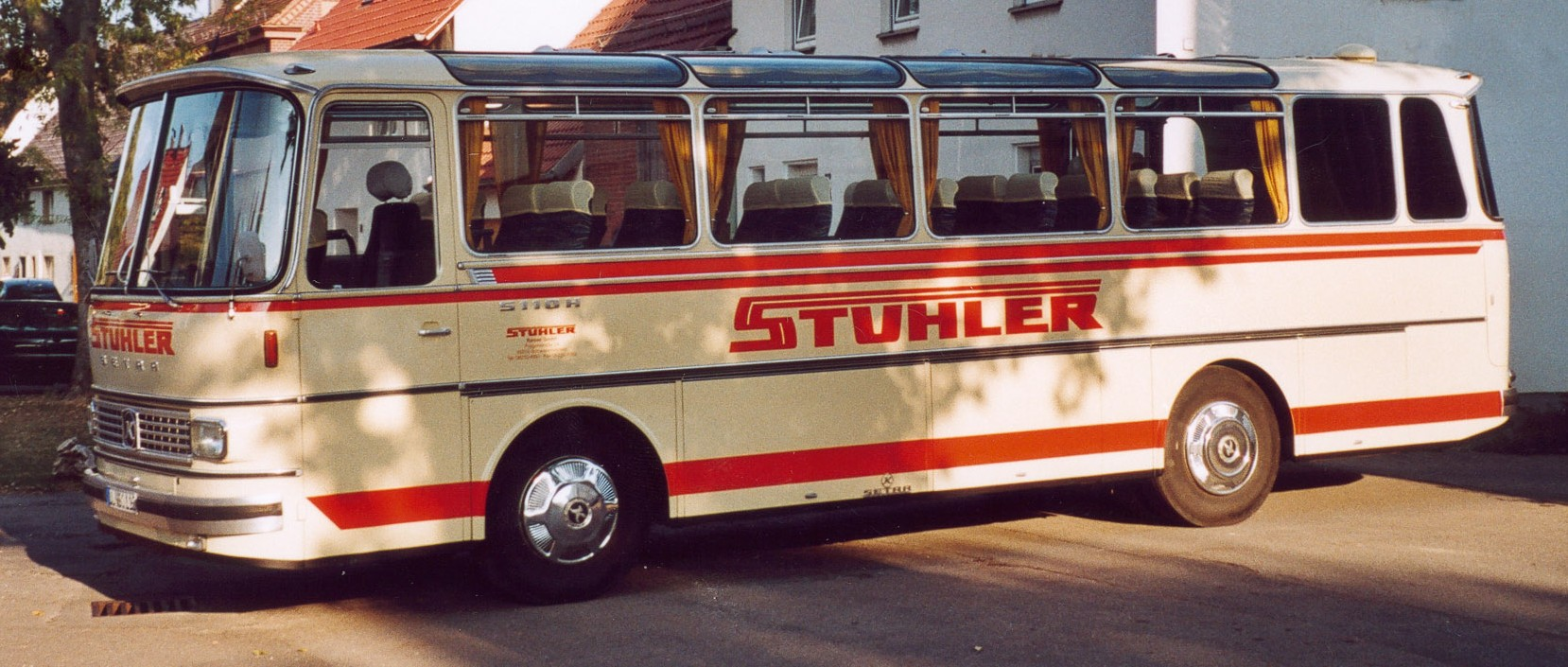
1972 bereits mit WC und Küche: Setra S 110 H

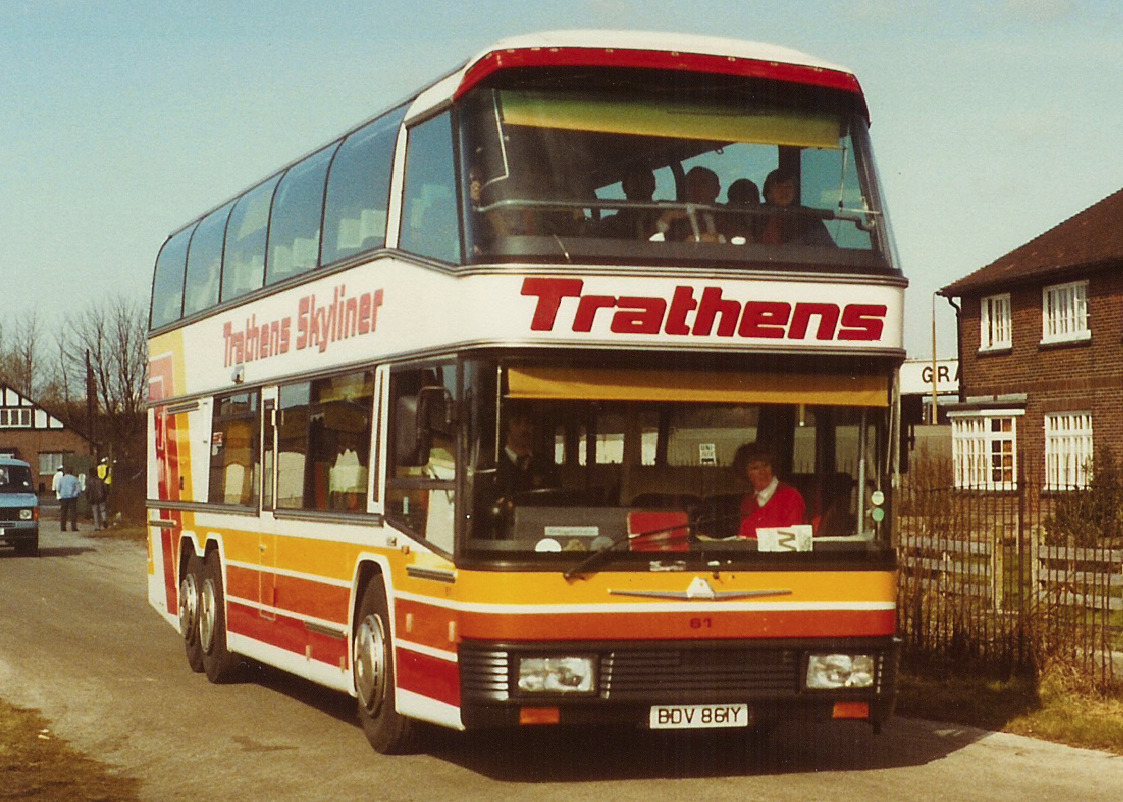
Doppelstockreisebus Neoplan Skyliner

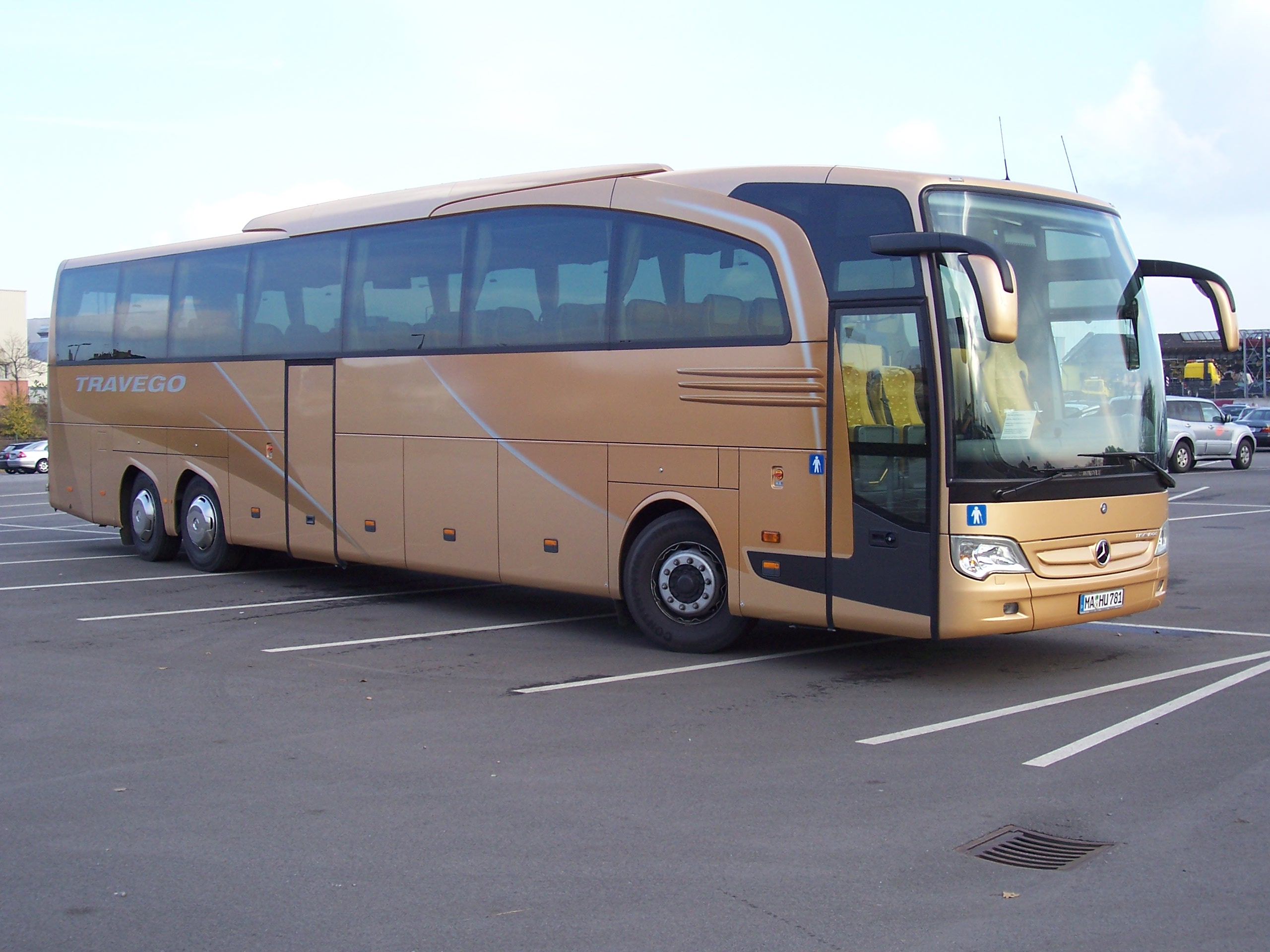
Ein Mercedes-Benz Travego

Ein Reisebus (Schweizer Hochdeutsch Car, Reisecar oder Autocar) ist ein Omnibus, der nur über Sitzplätze verfügt. Bei Reisebussen handelt es sich im Kontext der EU-Richtlinie 2001/85 EG vom November 2001 um Fahrzeuge der „Klasse 3“, also um „Fahrzeuge, die ausschließlich für die Beförderung sitzender Fahrgäste gebaut sind.“

## Technische Details
Moderne Reisebusse besitzen üblicherweise 6- oder 8-Zylinder-Dieselmotoren mit einem oder zwei Turboladern, bis zu 16 Liter Hubraum, eine Spitzenleistung bis über 375 kW und 6-, 8-, 12- oder 16-Gang-Getriebe. Heutige Ausstattungsmerkmale sind beispielsweise ABS, ASR, verschleißfreie Zusatzbremsen (Retarder oder Intarder), Spurassistenten und Abstandsregeltempomat. Sicherheitsgurte sind inzwischen für jeden Sitzplatz bei neu zugelassenen Fahrzeugen Vorschrift.
Ein Reisebus kostet heute je nach Aufbau und Ausstattung zwischen 200.000 € und 600.000 €.
Reisebusse besitzen – im Vergleich mit Stadt- oder Regionalbussen – zusätzliche Einrichtungen für lange Fahrten, wie beispielsweise (aber nicht zwingend) unter anderem:
- Kopfstützen für alle Passagiere
- Bequeme Sitze (Rückenlehne in Schlafposition verstellbar), Armlehnen, Liegesitze für Nachtfahrten
- Fußstützen
- Klappbare Tische an jedem Platz
- Getränkehalter
- Kühlschrank
- Küche zur Bewirtung der Fahrgäste, gelegentlich auch Bar oder Bistro
- Ablage für Handgepäck
- Sicherheitseinrichtungen verschiedener Art (Sicherheitsgurte, Retarder, ESP, ABS …)
- ein oder mehrere große Gepäckräume im Boden des Busses
- Beschlagfreie Doppelglasscheiben
- WC-Anlage (meist unterflur beim Ausstieg, früher auch im Heck)
- ein Platz neben dem Fahrer für den Reiseleiter/Beifahrer
- Vorhänge bei jedem Fensterplatz und Leselicht für jeden Sitzplatz
- Mikrofon für Erklärungen
- Radioanlage, Videoanlage
- DVD-Player mit Kopfhöreranschluss
- Bildschirm an jedem Platz
- Standheizung
- Klimaanlage
- häufig auch GPS-Navigation und zugehöriger Routenplaner

Die Größe von einstöckigen Reisebussen kann von etwa 30 bis über 59 Plätze betragen. Moderne Reisebusse sind oft als Hochdecker oder Doppeldecker ausgelegt. Moderne Doppeldecker können 70 Personen und mehr befördern. Durch die höhere Bauweise der Hochdecker erhalten die Fahrgäste eine bessere Sicht, was vor allem bei Stadtrundfahrten von Vorteil ist. Außerdem bleibt dadurch unter dem Passagierdeck Stauraum für Gepäck. Die meisten Reisebusse besitzen die Euro 6 Abgasnorm.

## Sterne-System
Reisebusse sind in Deutschland mit einem „Sterne-System“ der Gütegemeinschaft Buskomfort e. V. klassifiziert (analog zu Hotels). Die Klassifizierung ist abhängig von den Sitzteilern (Sitzabstand in Längsrichtung) und weiteren Komfortkriterien.

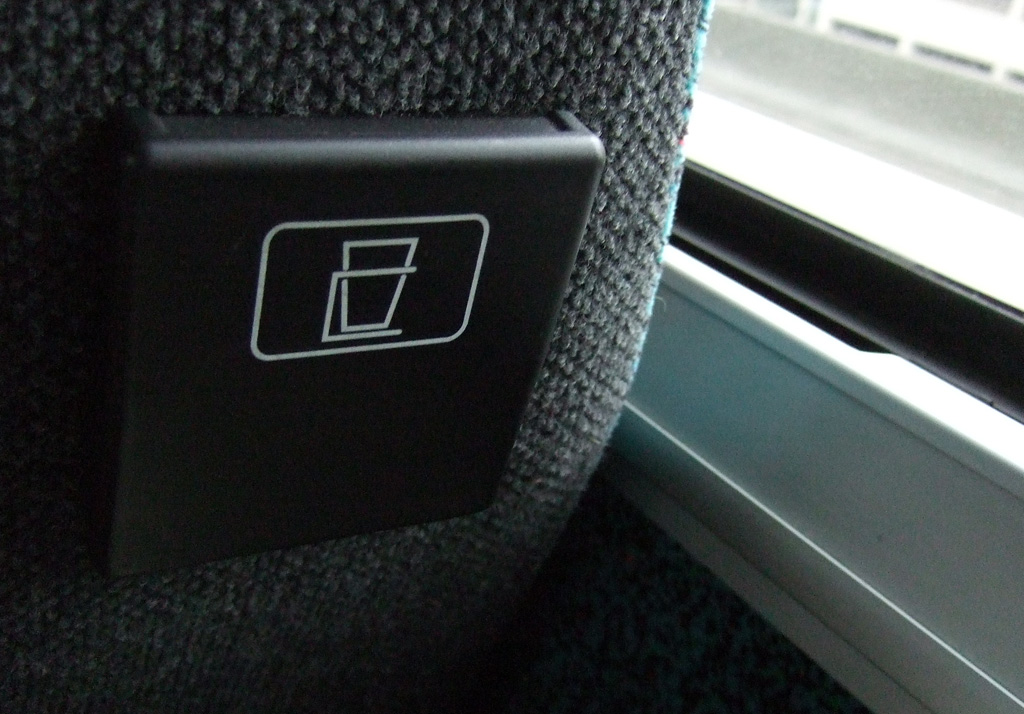
Getränkehalter an der Rückenlehne eines Reisebusses

1. Bus Sitzabstand mindestens 65 cm (Standard-Class *), Abfallbeseitigung, Mikrofon/Musikanlage, Heizung, Lüftung, Nachtbeleuchtung
2. Ausflugsbus Sitzabstand mindestens 65 cm (Tourist-Class **), zusätzlich pro Fahrgast 15 Liter Stauraum
3. Reisebus Sitzabstand mindestens 68 cm (Komfort-Class ***), zusätzlich verstellbare Rückenlehnen mindestens 3 cm dick, Doppelverglasung, Tische, Leselampen, Klimaanlage, Toilette mit Waschbecken, Mini-Küche
4. Fernreisebus Sitzabstand mindestens 74 cm (First-Class ****), zusätzlich Fußstützen, Rückenlehne mindestens 4 cm dick, auch in der letzten Reihe nur vier Sitzplätze
5. Luxusreisebus Sitzabstand mindestens 81 cm (Luxus-Class *****), Rückenlehne mindestens 5 cm dick (erst seit 1. Januar 1994)